# 三吱児
三吱児は広東省特産の中華料理のひとつで、「3回ちゅうと鳴く子供」という意味を持つ。三叫鼠（意味:3回鳴くネズミ）ともいう。
子ネズミを調理したもので、中華料理の中でも残虐な調理法の料理として知られ、度胸試しの意味合いも持つ。

## 調理法
まず、出生直後の生きている子ネズミを何匹も皿に載せる。同時に、ほかの皿へ液体の調味料を入れておく。そして、子ネズミを調味料の中に漬けてそれを食べる。
また、生きたまま串刺しにし、高温の油で揚げて食べる場合もある。
名称は料理の際、子ネズミを調味料に移す際に箸でつまんだ時（もしくは串刺しにした時）、調味料につけた時（油で揚げたと時）、口に入れた時の3回ネズミが鳴くことに由来する。